# Faust (film 1915)
Faust è un cortometraggio muto del 1915 diretto da Edward Sloman, qui al suo esordio come regista cinematografico (come attore, aveva iniziato a recitare l'anno precedente, il 1914).
Una delle numerosissime versioni dell'opera di Goethe adattata per lo schermo (il primo Mefistofele apparve sullo schermo nel 1896, interpretato da Georges Méliès).

## Trama
In Germania il dottor Faust è impresso in una ricerca morbosa della conoscenza assoluta.
Il diavolo Mefistofele ci mette lo zampino e con l'inganno della promessa della realizzazione del suo desiderio, si prende la sua fidanzata Margherita.

## Produzione
Il film - un cortometraggio a due bobine - fu prodotto dalla Lubin Manufacturing Company.

## Distribuzione
Distribuito dalla General Film Company, il film uscì nelle sale cinematografiche USA nel 1915.